# Martina Wagner-Egelhaaf
Martina Wagner-Egelhaaf (* 22. März 1957) ist Seniorprofessorin der Universität Münster. Sie war Professorin an der Universität Münster und von 1998 bis 2024 Inhaberin des Lehrstuhls für Neuere deutsche Literaturgeschichte mit besonderer Berücksichtigung der Moderne und der Gegenwartsliteratur. Ihre Forschungsschwerpunkte sind Autobiographie und Autofiktion, Literaturtheorie, Rhetorik, Gender Studies sowie Wechselbeziehungen zwischen Literatur und Religion, Politik, Recht.

## Leben
Martina Wagner-Egelhaaf studierte Germanistik und Geschichte in Tübingen. 1987 wurde sie an der Universität Tübingen mit einer Dissertation zur Mystik der Moderne promoviert. Von 1987 bis 1994 war Wagner-Egelhaaf Wissenschaftliche Assistentin in der Fachgruppe Literaturwissenschaft der Universität Konstanz, wo sie sich 1994 mit einer Arbeit über Die Melancholie der Literatur bei Gerhart von Graevenitz habilitierte.
Von 1995 bis 1998 war sie Professorin für Neugermanistik mit einem Schwerpunkt auf Literaturtheorie und Rhetorik an der Ruhr-Universität Bochum. Von 1998 bis 2024 war sie Professorin an der Universität Münster für Neuere deutsche Literatur, seit März 2024 ist sie dort Seniorprofessorin. Sie hatte Gastprofessuren an der University of Washington, der University of Kansas, der chinesischen Internationalen Universität Xi’an sowie an der usbekischen Nationalen Mirzo-Ulugbek-Universität Taschkent inne.
Martina Wagner-Egelhaaf ist Principal Investigator im Exzellenzcluster „Religion und Politik, Dynamiken von Tradition und Innovation“ und war Teilprojektleiterin im Sonderforschungsbereich 1385 „Recht und Literatur“. Von 2004 bis 2010 war sie Senatorin der Deutschen Forschungsgemeinschaft und von 2010 bis 2019 Mitglied im Zentralen Auswahlausschuss der Alexander von Humboldt-Stiftung. Von 2020 bis 2024 war sie Mitglied im DFG-Fachkollegium 105 „Literaturwissenschaft“. Im Jahr 2014 wurde Martina Wagner-Egelhaaf in die Nordrhein-Westfälische Akademie der Wissenschaften aufgenommen. Seit 2018 ist sie Mitglied des Hochschulrats der Universität Münster. Außerdem ist sie seit 2010 Mitglied im Internationalen Ausschuss der Internationalen Vereinigung für Germanistik (IVG).

## Publikationen (Auswahl)

### Autorin
- Sich entscheiden. Momente der Autobiographie bei Goethe. Wallstein, Göttingen 2020, ISBN 978-3-8353-3813-5.
- mit Jürgen Petersen: Einführung in die neuere deutsche Literaturwissenschaft. Ein Arbeitsbuch. 8., neu. bearb. Aufl., Erich Schmidt, Berlin 2009, ISBN 978-3-503-09880-4.
- mit Hendrik Blumentrath, Julia Bodenburg, Roger Hillman: Transkulturalität. Türkisch-deutsche Konstellationen in Literatur und Film, Literaturwissenschaft Theorie & Beispiele. Aschendorff, Münster 2007, ISBN 978-3-402-04180-2.
- Autobiographie. 2. Aufl. 2005, Metzler, Stuttgart/Weimar 2000, ISBN 978-3-476-12323-7.
- Die Melancholie der Literatur. Diskursgeschichte und Textfiguration. Metzler, Stuttgart/Weimar 1997, ISBN 978-3-476-01533-4.
- Mystik der Moderne. Die visionäre Ästhetik der deutschen Literatur im 20. Jahrhundert. Metzler, Stuttgart/Weimar 1989, ISBN 3-476-00665-4.

### Herausgeberin (Auswahl)
- Handbook of Autobiography/Autofiction, 3 Bde., Bd. 1: Theory and Concepts, Bd. 2: History, Bd. 3: Exemplary Texts. de Gruyter, Berlin/Boston 2019, ISBN 978-3-11-027971-9.
- mit Carla Dauven-van Knippenberg, Christian Moser, Rolf Parr: Text – Körper – Textkörper. Synchron, Heidelberg 2019, ISBN 978-3-947960-03-3.
- mit Bruno Quast, Helene Basu: Mythen und Narrative des Entscheidens. Vandenhoeck & Ruprecht, Göttingen 2019, ISBN 978-3-525-36092-7.
- mit Wolfram Drews, Ulrich Pfister: Religion und Entscheiden. Historische und kulturwissenschaftliche Perspektiven. Ergon, Würzburg 2018, ISBN 978-3-95650-390-0.
- mit Florian Kläger: Europa gibt es doch… Krisendiskurse im Blick der Literatur. Fink, München 2016, ISBN 978-3-7705-5925-1.
- mit Sigrid G. Köhler, Hania Siebenpfeiffer: Materie. Grundlagentexte zur Theoriegeschichte. Suhrkamp, Berlin 2013, ISBN 978-3-518-29651-6.
- Auto(r)fiktion. Literarische Verfahren der Selbstkonstruktion. Aisthesis, Bielefeld 2013, ISBN 978-3-89528-970-5.
- mit Lily Tonger-Erk: Einspruch! Reden von Frauen. Reclam, Stuttgart, Leipzig 2011, ISBN 978-3-15-020218-0.
- mit Doerte Bischoff: Rhetorik und Gender (= Rhetorik. Ein Internationales Jahrbuch. Band 29). de Gruyter, Berlin/Boston 2010, ISBN 978-3-11-022325-5.
- mit Doerte Bischoff: Weibliche Rede – Rhetorik der Weiblichkeit. Studien zum Verhältnis von Rhetorik und Geschlechterdifferenz. Rombach, Freiburg i. Br. 2003, ISBN 978-3-7930-9321-3.